# Société linnéenne Nord-Picardie
 (août 2023).
Si vous disposez d'ouvrages ou d'articles de référence ou si vous connaissez des sites web de qualité traitant du thème abordé ici, merci de compléter l'article en donnant les références utiles à sa vérifiabilité et en les liant à la section « Notes et références ».
La Société linnéenne Nord-Picardie est une société savante créée en 1838 à Abbeville à l'initiative du médecin et préhistorien Casimir Picard (1806-1841). Elle portait alors le nom de Société linnéenne du Nord de la France. Le premier président fut M. de Clermont-Tonnerre[Lequel ?].

## Historique
En 1841, le décès prématuré de Casimir Picard entraîne un net ralentissement des activités de la société puis sa dissolution en 1847.
Celle-ci renaît le 12 novembre 1865 à Amiens. Le premier président en est M. Le Correur. Trois comités la constituent alors : botanique, zoologie et géologie.
Elle compte 169 membres en 1866, chiffre très important pour l'époque, dont Jacques Boucher de Perthes, dont l'importance des travaux vient tout juste alors d'être reconnue par la communauté scientifique.
À partir de 1914, la société n'a plus de réelle activité. Elle ne renaît qu'en 1927.

## Membres de la Société linnéenne Nord-Picardie
Dans cette liste figurent les membres ayant joué ou jouant encore un rôle éminent dans le développement des études naturalistes dans le Nord et en Picardie :
- Marcel Bon, mycologue ;
- Jacques Boucher de Crèvecœur de Perthes (voir Boucher de Perthes, 1788-1868) ;
- Vincent Boullet, botaniste ;
- Albéric de Calonne, historien et antiquaire ;
- Herménégilde Duchaussoy (1854-1928), météorologue ;
- Edouard Gand ;
- Jean-Marie Géhu, botaniste et phytosociologue ;
- Édouard Laillet (1853-1927) Cartographe et ingénieur ;
- Charles Martin, surtout ornithologue ;
- Casimir Picard (1806-1841) ;
- Charles Joseph Pinsard (1819-1911), architecte et archéologue ;
- Pierre Royer, surtout ornithologue ;
- François Sueur (1953-), surtout ornithologue ;
- Jacques Vast, botaniste et mycologue;
- Jean-Roger Wattez [1], botaniste spécialiste des bryophytes et des associations végétales ;
- Jean Antoine Dours (1824-1874), entomologiste spécialiste des hyménoptères.